# Do They Know It's Christmas?
Do They Know It's Christmas? is een poplied en een kerstlied, in november 1984 geschreven door Bob Geldof en Midge Ure.

## Band Aid
Do They Know It's Christmas? werd op 25 november 1984 opgenomen in een studio in Londen door Band Aid, een gelegenheidsgroep van populaire pop- en rocksterren uit het Verenigd Koninkrijk in die tijd. Het was bedoeld om geld in te zamelen voor bestrijding van een acute hongersnood in Ethiopië.
Het lied confronteert de luisteraar met het feit dat het Westen kerst viert, zonder zich te realiseren dat mensen in de derde wereld van de honger sterven. Dit wordt onderstreept in de zin "Well tonight thank God it's them, instead of you", gezongen door U2-zanger Bono.
Het lied begint met een (vertraagde) sample van The Hurting van Tears for Fears. De drums werden (in één take) gespeeld door Phil Collins.
In Nederland was de plaat op vrijdag 7 december 1984 Veronica Alarmschijf op Hilversum 3 en werd een gigantische hit in de destijds drie landelijke hitlijsten op de nationale publieke popzender. De plaat werd een nummer 1-hit in zowel de Nederlandse Top 40 als de Nationale Hitparade en de TROS Top 50. Ook in de Europese hitlijst op Hilversum 3, de TROS Europarade, bereikte de single de nummer 1-positie.
Ook in België werd de plaat een nummer 1-hit in zowel de voorloper van de Vlaamse Ultratop 50 als de Vlaamse Radio 2 Top 30. In Wallonië werd géén notering behaald.
Nadat de single wereldwijd een succes was geworden, werd in de Verenigde Staten de formatie USA for Africa samengesteld, die het nummer We are the world opnam. Ook dit werd wereldwijd een grote nummer 1-hit.
Het succes van de beide singles gaf Midge Ure en Bob Geldof de moed om een groot benefietconcert te organiseren voor ditzelfde goede doel. Daarmee was Live Aid op zaterdag 13 juli 1985 geboren.
In totaal zijn er meer dan 3.550.000 exemplaren van de single verkocht in het Verenigd Koninkrijk.
Sinds de allereerste editie in december 1999 staat de plaat onafgebroken genoteerd in de jaarlijkse NPO Radio 2 Top 2000 van de Nederlandse publieke radiozender NPO Radio 2, met als hoogste notering een 137e positie in 2000.

### Hitnoteringen

#### Nederlandse Top 40
| Hitnotering: 15-12-1984 t/m 16-02-1985 | Hitnotering: 15-12-1984 t/m 16-02-1985 | Hitnotering: 15-12-1984 t/m 16-02-1985 | Hitnotering: 15-12-1984 t/m 16-02-1985 | Hitnotering: 15-12-1984 t/m 16-02-1985 | Hitnotering: 15-12-1984 t/m 16-02-1985 | Hitnotering: 15-12-1984 t/m 16-02-1985 | Hitnotering: 15-12-1984 t/m 16-02-1985 | Hitnotering: 15-12-1984 t/m 16-02-1985 | Hitnotering: 15-12-1984 t/m 16-02-1985 | Hitnotering: 15-12-1984 t/m 16-02-1985 |
| Week:                                  | 1                                      | 2                                      | 3                                      | 4                                      | 5                                      | 6                                      | 7                                      | 8                                      | 9                                      |                                        |
| -------------------------------------- | -------------------------------------- | -------------------------------------- | -------------------------------------- | -------------------------------------- | -------------------------------------- | -------------------------------------- | -------------------------------------- | -------------------------------------- | -------------------------------------- | -------------------------------------- |
| Positie:                               | 13                                     | 3                                      | 1                                      | 1                                      | 1                                      | 4                                      | 9                                      | 13                                     | 27                                     | uit                                    |

#### TROS Top 50
Hitnotering: 13-12-1984 t/m 07-02-1985. Hoogste notering: #1 (2 weken).

#### TROS Europarade
Hitnotering: 07-01-1985 t/m 25-03-1985. Hoogste notering: #1 (4 weken).

#### Vlaamse Ultratop 50
| Hitnotering (week 1 t/m 9): 22-12-1984 t/m 16-02-1985 Hitnotering (week 10): 31-12-2022 Hitnotering (week 11): 30-12-2023 | Hitnotering (week 1 t/m 9): 22-12-1984 t/m 16-02-1985 Hitnotering (week 10): 31-12-2022 Hitnotering (week 11): 30-12-2023 | Hitnotering (week 1 t/m 9): 22-12-1984 t/m 16-02-1985 Hitnotering (week 10): 31-12-2022 Hitnotering (week 11): 30-12-2023 | Hitnotering (week 1 t/m 9): 22-12-1984 t/m 16-02-1985 Hitnotering (week 10): 31-12-2022 Hitnotering (week 11): 30-12-2023 | Hitnotering (week 1 t/m 9): 22-12-1984 t/m 16-02-1985 Hitnotering (week 10): 31-12-2022 Hitnotering (week 11): 30-12-2023 | Hitnotering (week 1 t/m 9): 22-12-1984 t/m 16-02-1985 Hitnotering (week 10): 31-12-2022 Hitnotering (week 11): 30-12-2023 | Hitnotering (week 1 t/m 9): 22-12-1984 t/m 16-02-1985 Hitnotering (week 10): 31-12-2022 Hitnotering (week 11): 30-12-2023 | Hitnotering (week 1 t/m 9): 22-12-1984 t/m 16-02-1985 Hitnotering (week 10): 31-12-2022 Hitnotering (week 11): 30-12-2023 | Hitnotering (week 1 t/m 9): 22-12-1984 t/m 16-02-1985 Hitnotering (week 10): 31-12-2022 Hitnotering (week 11): 30-12-2023 | Hitnotering (week 1 t/m 9): 22-12-1984 t/m 16-02-1985 Hitnotering (week 10): 31-12-2022 Hitnotering (week 11): 30-12-2023 | Hitnotering (week 1 t/m 9): 22-12-1984 t/m 16-02-1985 Hitnotering (week 10): 31-12-2022 Hitnotering (week 11): 30-12-2023 | Hitnotering (week 1 t/m 9): 22-12-1984 t/m 16-02-1985 Hitnotering (week 10): 31-12-2022 Hitnotering (week 11): 30-12-2023 | Hitnotering (week 1 t/m 9): 22-12-1984 t/m 16-02-1985 Hitnotering (week 10): 31-12-2022 Hitnotering (week 11): 30-12-2023 | Hitnotering (week 1 t/m 9): 22-12-1984 t/m 16-02-1985 Hitnotering (week 10): 31-12-2022 Hitnotering (week 11): 30-12-2023 | Hitnotering (week 1 t/m 9): 22-12-1984 t/m 16-02-1985 Hitnotering (week 10): 31-12-2022 Hitnotering (week 11): 30-12-2023 |
| Week: | 1 | 2 | 3 | 4 | 5 | 6 | 7 | 8 | 9 | | 10 | | 11 | |
| --- | --- | --- | --- | --- | --- | --- | --- | --- | --- | --- | --- | --- | --- | --- |
| Positie: | 7 | 1 | 1 | 1 | 1 | 3 | 5 | 21 | 28 | uit | 35 | uit | 28 | uit |

#### Vlaamse Radio 2 Top 30
| Hitnotering: 22-12-1984 t/m 02-02-1985 | Hitnotering: 22-12-1984 t/m 02-02-1985 | Hitnotering: 22-12-1984 t/m 02-02-1985 | Hitnotering: 22-12-1984 t/m 02-02-1985 | Hitnotering: 22-12-1984 t/m 02-02-1985 | Hitnotering: 22-12-1984 t/m 02-02-1985 | Hitnotering: 22-12-1984 t/m 02-02-1985 | Hitnotering: 22-12-1984 t/m 02-02-1985 | Hitnotering: 22-12-1984 t/m 02-02-1985 |
| Week:                                  | 1                                      | 2                                      | 3                                      | 4                                      | 5                                      | 6                                      | 7                                      |                                        |
| -------------------------------------- | -------------------------------------- | -------------------------------------- | -------------------------------------- | -------------------------------------- | -------------------------------------- | -------------------------------------- | -------------------------------------- | -------------------------------------- |
| Positie:                               | 7                                      | 1                                      | 1                                      | 1                                      | 1                                      | 3                                      | 4                                      | uit                                    |

#### NPO Radio 2 Top 2000
| Nummer met noteringen in de NPO Radio 2 Top 2000 | '99 | '00 | '01 | '02 | '03 | '04 | '05 | '06 | '07 | '08 | '09 | '10 | '11  | '12  | '13  | '14 | '15 | '16  | '17  | '18  | '19  | '20  | '21  | '22  | '23  | '24  |
| ------------------------------------------------ | --- | --- | --- | --- | --- | --- | --- | --- | --- | --- | --- | --- | ---- | ---- | ---- | --- | --- | ---- | ---- | ---- | ---- | ---- | ---- | ---- | ---- | ---- |
| Do They Know It's Christmas?                     | 143 | 137 | 277 | 298 | 612 | 203 | 709 | 815 | 934 | 563 | 992 | 985 | 1203 | 1262 | 1225 | 673 | 908 | 1149 | 1192 | 1329 | 1138 | 1341 | 1438 | 1491 | 1385 | 1228 |

1. ↑  Een vetgedrukt getal geeft de hoogste notering aan.

## Band Aid II
Do they know it's Christmas? werd in 1989 opnieuw opgenomen door Band Aid II. De tekst van het lied bleef ongewijzigd.

### Hitnoteringen

#### Nederlandse Top 40
| Hitnotering: 23-12-1989 t/m 20-01-1990 | Hitnotering: 23-12-1989 t/m 20-01-1990 | Hitnotering: 23-12-1989 t/m 20-01-1990 | Hitnotering: 23-12-1989 t/m 20-01-1990 | Hitnotering: 23-12-1989 t/m 20-01-1990 | Hitnotering: 23-12-1989 t/m 20-01-1990 |
| Week:                                  | 1                                      | 2                                      | 3                                      | 4                                      |                                        |
| -------------------------------------- | -------------------------------------- | -------------------------------------- | -------------------------------------- | -------------------------------------- | -------------------------------------- |
| Positie:                               | 32                                     | 18                                     | 22                                     | 40                                     | uit                                    |

#### Nationale Top 100
| Hitnotering: 23-12-1989 t/m 20-01-1990 | Hitnotering: 23-12-1989 t/m 20-01-1990 | Hitnotering: 23-12-1989 t/m 20-01-1990 | Hitnotering: 23-12-1989 t/m 20-01-1990 | Hitnotering: 23-12-1989 t/m 20-01-1990 | Hitnotering: 23-12-1989 t/m 20-01-1990 |
| Week:                                  | 1                                      | 2                                      | 3                                      | 4                                      |                                        |
| -------------------------------------- | -------------------------------------- | -------------------------------------- | -------------------------------------- | -------------------------------------- | -------------------------------------- |
| Positie:                               | 43                                     | 20                                     | 20                                     | 52                                     | uit                                    |

#### Vlaamse Ultratop 50
| Hitnotering: 30-12-1989 t/m 27-01-1990 | Hitnotering: 30-12-1989 t/m 27-01-1990 | Hitnotering: 30-12-1989 t/m 27-01-1990 | Hitnotering: 30-12-1989 t/m 27-01-1990 | Hitnotering: 30-12-1989 t/m 27-01-1990 | Hitnotering: 30-12-1989 t/m 27-01-1990 | Hitnotering: 30-12-1989 t/m 27-01-1990 |
| Week:                                  | 1                                      | 2                                      | 3                                      | 4                                      | 5                                      |                                        |
| -------------------------------------- | -------------------------------------- | -------------------------------------- | -------------------------------------- | -------------------------------------- | -------------------------------------- | -------------------------------------- |
| Positie:                               | 29                                     | 20                                     | 17                                     | 22                                     | 26                                     | uit                                    |

#### Vlaamse Radio 2 Top 30
| Hitnotering: 30-12-1989 t/m 27-01-1990 | Hitnotering: 30-12-1989 t/m 27-01-1990 | Hitnotering: 30-12-1989 t/m 27-01-1990 | Hitnotering: 30-12-1989 t/m 27-01-1990 | Hitnotering: 30-12-1989 t/m 27-01-1990 | Hitnotering: 30-12-1989 t/m 27-01-1990 | Hitnotering: 30-12-1989 t/m 27-01-1990 |
| Week:                                  | 1                                      | 2                                      | 3                                      | 4                                      | 5                                      |                                        |
| -------------------------------------- | -------------------------------------- | -------------------------------------- | -------------------------------------- | -------------------------------------- | -------------------------------------- | -------------------------------------- |
| Positie:                               | 20                                     | 16                                     | 16                                     | 27                                     | 24                                     | uit                                    |

## Band Aid 20
Do They Know It's Christmas? werd in 2004 voor de derde maal opgenomen, nu door Band Aid 20. De tekst van het lied bleef ongewijzigd.

### Hitnoteringen

#### Nederlandse Top 40
| Hitnotering: 11-12-2004 t/m 08-01-2005 | Hitnotering: 11-12-2004 t/m 08-01-2005 | Hitnotering: 11-12-2004 t/m 08-01-2005 | Hitnotering: 11-12-2004 t/m 08-01-2005 | Hitnotering: 11-12-2004 t/m 08-01-2005 | Hitnotering: 11-12-2004 t/m 08-01-2005 |
| Week:                                  | 1                                      | 2                                      | 3                                      | 4                                      |                                        |
| -------------------------------------- | -------------------------------------- | -------------------------------------- | -------------------------------------- | -------------------------------------- | -------------------------------------- |
| Positie:                               | 5                                      | 4                                      | 10                                     | 17                                     | uit                                    |

#### Nederlandse B2B Single Top 100
| Hitnotering: 04-12-2004 t/m 22-01-2005 | Hitnotering: 04-12-2004 t/m 22-01-2005 | Hitnotering: 04-12-2004 t/m 22-01-2005 | Hitnotering: 04-12-2004 t/m 22-01-2005 | Hitnotering: 04-12-2004 t/m 22-01-2005 | Hitnotering: 04-12-2004 t/m 22-01-2005 | Hitnotering: 04-12-2004 t/m 22-01-2005 | Hitnotering: 04-12-2004 t/m 22-01-2005 | Hitnotering: 04-12-2004 t/m 22-01-2005 | Hitnotering: 04-12-2004 t/m 22-01-2005 |
| Week:                                  | 1                                      | 2                                      | 3                                      | 4                                      | 5                                      | 6                                      | 7                                      | 8                                      |                                        |
| -------------------------------------- | -------------------------------------- | -------------------------------------- | -------------------------------------- | -------------------------------------- | -------------------------------------- | -------------------------------------- | -------------------------------------- | -------------------------------------- | -------------------------------------- |
| Positie:                               | 6                                      | 5                                      | 3                                      | 10                                     | 12                                     | 21                                     | 41                                     | 95                                     | uit                                    |

#### Vlaamse Ultratop 50
| Hitnotering: 11-12-2004 t/m 22-01-2005 | Hitnotering: 11-12-2004 t/m 22-01-2005 | Hitnotering: 11-12-2004 t/m 22-01-2005 | Hitnotering: 11-12-2004 t/m 22-01-2005 | Hitnotering: 11-12-2004 t/m 22-01-2005 | Hitnotering: 11-12-2004 t/m 22-01-2005 | Hitnotering: 11-12-2004 t/m 22-01-2005 | Hitnotering: 11-12-2004 t/m 22-01-2005 | Hitnotering: 11-12-2004 t/m 22-01-2005 |
| Week:                                  | 1                                      | 2                                      | 3                                      | 4                                      | 5                                      | 6                                      | 7                                      |                                        |
| -------------------------------------- | -------------------------------------- | -------------------------------------- | -------------------------------------- | -------------------------------------- | -------------------------------------- | -------------------------------------- | -------------------------------------- | -------------------------------------- |
| Positie:                               | 7                                      | 3                                      | 3                                      | 3                                      | 6                                      | 16                                     | 28                                     | uit                                    |

#### Vlaamse Radio 2 Top 30
| Hitnotering: 11-12-2004 t/m 22-01-2005 | Hitnotering: 11-12-2004 t/m 22-01-2005 | Hitnotering: 11-12-2004 t/m 22-01-2005 | Hitnotering: 11-12-2004 t/m 22-01-2005 | Hitnotering: 11-12-2004 t/m 22-01-2005 | Hitnotering: 11-12-2004 t/m 22-01-2005 | Hitnotering: 11-12-2004 t/m 22-01-2005 | Hitnotering: 11-12-2004 t/m 22-01-2005 | Hitnotering: 11-12-2004 t/m 22-01-2005 |
| Week:                                  | 1                                      | 2                                      | 3                                      | 4                                      | 5                                      | 6                                      | 7                                      |                                        |
| -------------------------------------- | -------------------------------------- | -------------------------------------- | -------------------------------------- | -------------------------------------- | -------------------------------------- | -------------------------------------- | -------------------------------------- | -------------------------------------- |
| Positie:                               | 9                                      | 3                                      | 3                                      | 3                                      | 7                                      | 9                                      | 16                                     | uit                                    |

## Band Aid 30
Do They Know It's Christmas? werd in 2014 voor de vierde maal opgenomen, ditmaal door Band Aid 30. De tekst van het lied bleef grotendeels ongewijzigd. Het doel was om geld in te zamelen voor de slachtoffers van de Ebola-epidemie in West-Afrika.

### Hitnoteringen

#### Nederlandse B2B Single Top 100
| Hitnotering (week 1 t/m 2): 22-11-2014 t/m 29-11-2014 Hitnotering (week 3): 13-12-2014 | Hitnotering (week 1 t/m 2): 22-11-2014 t/m 29-11-2014 Hitnotering (week 3): 13-12-2014 | Hitnotering (week 1 t/m 2): 22-11-2014 t/m 29-11-2014 Hitnotering (week 3): 13-12-2014 | Hitnotering (week 1 t/m 2): 22-11-2014 t/m 29-11-2014 Hitnotering (week 3): 13-12-2014 | Hitnotering (week 1 t/m 2): 22-11-2014 t/m 29-11-2014 Hitnotering (week 3): 13-12-2014 | Hitnotering (week 1 t/m 2): 22-11-2014 t/m 29-11-2014 Hitnotering (week 3): 13-12-2014 |
| Week:                                                                                  | 1                                                                                      | 2                                                                                      |                                                                                        | 3                                                                                      |                                                                                        |
| -------------------------------------------------------------------------------------- | -------------------------------------------------------------------------------------- | -------------------------------------------------------------------------------------- | -------------------------------------------------------------------------------------- | -------------------------------------------------------------------------------------- | -------------------------------------------------------------------------------------- |
| Positie:                                                                               | 4                                                                                      | 54                                                                                     | uit                                                                                    | 57                                                                                     | uit                                                                                    |

#### Vlaamse Ultratop 50
| Hitnotering: 29-11-2014 t/m 03-01-2015 | Hitnotering: 29-11-2014 t/m 03-01-2015 | Hitnotering: 29-11-2014 t/m 03-01-2015 | Hitnotering: 29-11-2014 t/m 03-01-2015 | Hitnotering: 29-11-2014 t/m 03-01-2015 | Hitnotering: 29-11-2014 t/m 03-01-2015 | Hitnotering: 29-11-2014 t/m 03-01-2015 | Hitnotering: 29-11-2014 t/m 03-01-2015 |
| Week:                                  | 1                                      | 2                                      | 3                                      | 4                                      | 5                                      | 6                                      |                                        |
| -------------------------------------- | -------------------------------------- | -------------------------------------- | -------------------------------------- | -------------------------------------- | -------------------------------------- | -------------------------------------- | -------------------------------------- |
| Positie:                               | 1                                      | 9                                      | 14                                     | 13                                     | 18                                     | 42                                     | uit                                    |